# سفارت الجزایر در اسلام‌آباد
سفارت الجزایر در اسلام‌آباد (به انگلیسی: Embassy of Algeria) یک منطقهٔ مسکونی و نمایندگی سیاسی این کشور در پاکستان است که در اسلام‌آباد واقع شده‌است.